# 大塚慶輔
大塚 慶輔（おおつか けいすけ、1977年6月2日 - ）は、北海道出身のサッカー指導者。

## 来歴
2000年に日本体育協会公認アスレティックトレーナー、2007年にJFA公認B級コーチライセンスの資格を取得。
アルビレックス新潟、ジェフユナイテッド千葉でフィジカルコーチを歴任し、2013年はモンテディオ山形のフィジカルコーチに務めた。
2014年より、FC町田ゼルビアのフィジカルコーチに就任。

## 学歴
- 広島町立広葉小学校
- 船橋市立葛飾中学校
- 千葉県立船橋西高等学校（現千葉県立船橋啓明高等学校）
- 国際武道大学
- 筑波大学大学院

## 指導歴
- 1996年 - 2000年 千葉県立船橋西高等学校 コーチ
- 2000年 - 2003年 筑波大学附属駒場中学校・高等学校サッカー部 コーチ
- 2005年 - 2007年 アルビレックス新潟ユース フィジカルコーチ
- 2008年 - 2010年 ジェフユナイテッド市原・千葉
  - 2008年 - 2009年 トップチーム フィジカルコーチ
  - 2010年 U-18アカデミー コンディショニングコーチ
- 2011年 - 2012年 アルビレックス新潟 フィジカルコーチ
- 2013年 モンテディオ山形 フィジカルコーチ
- 2014年 - 2017年 FC町田ゼルビア フィジカルコーチ
- 2018年 - 2020年 大宮アルディージャ フィジカルコーチ
- 2021年 - サッカー日本女子代表 兼U-19日本女子代表 フィジカルコーチ